# Джон Джо Джойс
Джон Джо Джойс (англ. John Joe Joyce; 17 жовтня 1987, Лімерик) — ірландський боксер, призер чемпіонату Європи серед аматорів.

## Аматорська кар'єра
Джон Джо Джойс займався боксом з юних років. 2003 року він став бронзовим призером чемпіонату Європи серед юніорів, а 2005 — бронзовим призером молодіжного чемпіонату Європи.
На  чемпіонаті світу 2007 в категорії до 64 кг програв у першому бою Дьюла Кате (Угорщина) — 17-32.
На Олімпійських іграх 2008 переміг у першому бою Дьюла Кате (Угорщина) — 9-5, а в другому програв Мануелю Фелікс Діас (Домініканська республіка) — 11-11(+).
На  чемпіонаті Європи 2008 завоював бронзову медаль.
- В 1/8 фіналу переміг Джона Тейн (Шотландія) — 20-3
- У чвертьфіналі переміг Димитра Щилянова (Болгарія) — 9-7
- У півфіналі програв Дьюла Кате (Угорщина) — 2-8

На чемпіонаті Європи 2010 в категорії до 69 кг переміг двох суперників, а у чвертьфіналі програв Тарасу Шелестюку (Україна) — 1-9.